# Christophe Rousset
Christophe Rousset (Avignone, 12 aprile 1961) è un clavicembalista e direttore d'orchestra francese, studioso ed interprete in particolare della musica barocca su strumenti d'epoca.

## Biografia
Dopo il primo approccio alla musica con lo studio del pianoforte, a 13 anni mostra interesse per la musica antica e il clavicembalo; studia a Parigi alla Schola Cantorum con la clavicembalista Huguette Dreyfus, e in seguito si perfeziona presso il Royal Conservatory dell'Aia, sotto la guida di Kenneth Gilbert, Bob van Asperen e Gustav Leonhardt. Nel 1983 vince il primo premio al Concorso Internazionale di Clavicembalo di Bruges.
Inizia quindi l'attività concertistica internazionale, sia come solista, partecipando ai più prestigiosi festival di musica antica, sia collaborando con orchestre barocche, quali l'Academy of Ancient Music, Les Arts Florissants, Musica Antiqua Köln, La Petite Bande e Il Seminario Musicale.
Nel 1991 fonda un proprio ensemble, Les Talens Lyriques, nome scelto in omaggio a Jean-Philippe Rameau, autore dell'opéra-ballet Les Fetes d'Hebe ou Les Talents lyriques.
Ha realizzato molte incisioni discografiche, sia come clavicembalista solista, sia come direttore d'orchestra. Nel suo repertorio hanno un maggior rilievo i musicisti della scuola francese, come François Couperin e Rameau, ma grande attenzione è rivolta anche verso altri stili del barocco europeo, in particolare napoletano. Con Les Talens Lyriques ha registrato la colonna sonora del film Farinelli - Voce regina, e ha vinto il Gramophone Award del 1992 e del 1998 per la musica barocca. Nel 1995 ha ricevuto il premio Classical Awards di Cannes per il disco Bach: Partitas, Bwv 825-830. Nel 2013 ha ricevuto il Premio Traetta dalla Traetta Society per il suo impegno e la sua passione nella riscoperta del patrimonio musicale europeo.
È docente di clavicembalo presso l'Accademia Musicale Chigiana di Siena

## Discografia
- 1991 - Jean-Philippe Rameau, Pièces de Clavecin (Decca "L'Oiseaux Lyre")
- 1992 - Johann Sebastian Bach, Italian Concerto, BWV 971 - French Overture, BWV 831 - Chromatic Fantasy & Fugue, BMV 903 (Decca "L'Oiseaux Lyre")
- 1993 - Johann Sebastian Bach, Partitas, BWV 825-830 (Decca "L'Oiseaux Lyre")
- 1993 - Jean Philippe Rameau, Overtures, con Les Talens Lyriques (Decca "L'Oiseaux Lyre")
- 1994 - François Couperin, Quatrième livre de Pièces de Clavecin (Harmonia Mundi)
- 1997 - Johann Jakob Froberger, Suites de clavecin; Toccatas (Harmonia Mundi)
- 1999 - Domenico Scarlatti, 15 Harpsichord Sonatas (Decca)
- 2000 - Jean-Henri d'Anglebert, Complete Harpsichord Works (Decca)
- 2003 - Wilhelm Friedemann Bach, Oeuvres pour clavecin (Harmonia Mundi)
- 2004 - Jean-Philippe Rameau, Six Concerts en sextuor, Christophe Rousset, Les Talens Lyriques (Decca)
- 2004 - Johann Sebastian Bach, Suites Anglaises (Ambroisie)
- 2004 - Johann Sebastian Bach, Harpsichord Works (Decca)
- 2005 - Johann Sebastian Bach, Suites Francaises (Ambroisie)
- 2006 - Johann Sebastian Bach, Goldberg Variations, BWV 988; Italian Concerto, BWV 971; etc. (Decca)
- 2009 - Jean-Philippe Rameau, Les Indes Galantes (Naïve)
- 2010 - Johann Sebastian Bach, Suites inglesi - Suites francesi - Klavierbüchlein (Ambroisie/Naïve)
- 2010 - Georg Friedrich Händel, Opera seria, con Les Talens Lyriques (Naïve)
- 2013 - Antonio Sacchini, Renaud (Palazzetto Bru Zane - Centre de musique romantique française - Venezia - Edizione limitata e numerata di 3.000 esemplari)